# Bức chân dung của Dorian Gray
Bức chân dung của Dorian Gray là tiểu thuyết duy nhất của nhà văn người Ireland Oscar Wilde và được in thành sách kể từ năm 1891. Trước đó, tiểu thuyết đã được đăng định kì trên nguyệt san tạp chí Lippincott's nhưng đã bị kiểm duyệt mất khoảng 500 từ mà tác giả không hay biết. Mặc dù bị kiểm duyệt, Bức chân dung của Dorian Gray vẫn đủ để gây nên cuộc thịnh nộ trong giới đọc sách tiếng Anh; họ cho rằng ông đáng bị lên án vì cuốn tiểu thuyết vi phạm đạo đức xã hội. Wilde đáp lại bằng cách bảo vệ quyết liệt tác phẩm nghệ thuật của mình trước dư luận nước Anh. Qua quá trình lịch sử, tác phẩm đã chứng tỏ giá trị nghệ thuật cùng sức sống lâu bền trong nền văn hoá đại chúng. Bức chân dung của Dorian Gray đã được chuyển thể phim ảnh, âm nhạc và thi ca.

## Sơ lược nội dung
Bối cảnh tiểu thuyết diễn ra vào thời Victoria ở nước Anh. Nhờ có Basil Hallward, Dorian Gray, chàng trai có vẻ ngoài cuốn hút và là người truyền cảm hứng cho Basil để người họa sĩ này vẽ chân dung mình, đã quen biết với nhà quý tộc Henry Wotton. Chủ nghĩa hưởng lạc của ngài Henry đã có ảnh hưởng sâu sắc đến Dorian Gray; anh bắt đầu cho rằng vẻ đẹp là thứ duy nhất đáng theo đuổi trong đời và mong cho bức chân dung Basil vẽ anh sẽ già đi chứ không phải là anh.
Bị quyến rũ trước sắc đẹp và lối diễn xuất của nữ diễn viên kịch trẻ Sibyl Vane trong những vở kịch của Shakespeare, Dorian Gray tiếp cận và ngỏ lời yêu rồi muốn cưới cô. Nhưng Sibyl vì xao xuyến lời cầu hôn mà không còn thiết tha diễn xuất, làm xấu mặt Dorian khi anh mời hai người bạn Basil và Henry đến xem cô diễn. Vì cho rằng khi không diễn xuất Sibyl không còn vẻ đẹp gì nữa, Dorian bội hôn. Và khi về nhà, Dorian nhận thấy chân dung của mình đã có thêm nét tàn nhẫn. Lương tâm dằn vặt khiến Dorian quyết định hoà giải với Sibyl nhưng cô đã tự sát.
Mười tám năm tiếp theo, ảnh hưởng bởi tư tưởng từ cuốn tiểu thuyết Pháp - quà từ ngài Henry Wotton, Dorian nếm trải mọi điều cấm kị, phi đạo đức. Trong tiểu thuyết không tiết lộ tên cuốn tiểu thuyết nhưng ở phiên toà xét xử tác giả, Wilde đã tiết lộ tên sách mà Dorian Gray đọc là À Rebours ("Chống lại tự nhiên", 1884) của Joris-Karl Huysmans.
Vào một đêm trước đi rời đi Paris, Basil đến chất vấn Dorian về những tin đồn về sự truỵ lạc của anh. Dorian không những không chối bỏ mà còn cho Basil thấy bức tranh đã bị biến dạng bởi sự suy đồi của chủ nhân nó. Trong cơn nóng giận, Dorian cho rằng chính Basil đã khiến mình thành ra như thế và đâm chết Basil. Sau đó, Dorian đe doạ, buộc nhà hoá học Alan Campbell phải thủ tiêu cái xác cho mình.

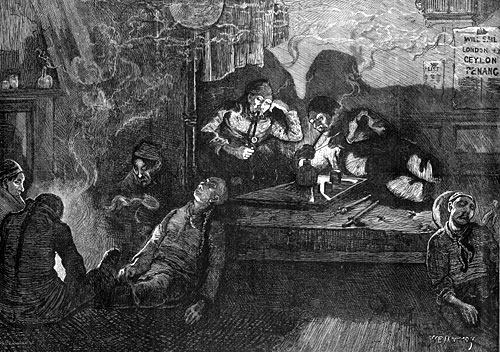
Nhà hút thuốc phiện của London thế kỷ 19 (vẽ dựa theo hư cấu)

Dorian đi đến một hiệu thuốc phiện và chạm trán James Vane, em trai của Sibyl Vane. James nhận ra Dorian nhờ cái tên "Prince Charming" (Hoàng tử hào hoa) mà Sibyl dùng để nói về Dorian. James định bắn Dorian nhưng Dorian đã thuyết phục James bằng gương mặt trẻ trung của mình rằng anh quá trẻ để biết ai là Sibyl. James thả anh ta đi nhưng nhanh chóng biết được sự thật rằng Dorian không hề già đi suốt mười tám năm qua. James Vane rình trộm trong bụi cây trong sân nhà Dorian những ngày sau đó và đã chết trong vì viên đạn lạc từ đoàn người đi săn. Trước khi về London, Dorian nói Henry rằng mình sẽ trở thành người tốt, bắt đầu từ việc đối xử tốt với Hetty Merton, tình yêu mới của anh. Dorian những tưởng ý nghĩ này sẽ thay đổi bức chân dung nhưng càng thấy nó xấu xí hơn nữa.
Dorian quyết định phá huỷ vết tích còn sót lại của lương tâm bằng cách đâm bức chân dung bằng con dao anh đã dùng để giết Basil Hallward. Đày tớ trong nhà thức giấc bởi tiếng thét từ căn phòng bị khoá trái; người đi đường đã gọi cảnh sát vì nghe thấy tiếng thét. Khi vào phòng bị khoá, những người hầu tìm thấy xác một ông già xấu xí có nét mặt tàn nhẫn đê tiện bị dao đâm vào tim và nhận ra đó là xác chủ mình nhờ chiếc nhẫn trên tay. Bên cạnh là bức chân dung với hình vẽ Dorian Gray tuyệt đẹp như ban đầu.

## Nhân vật
Oscar Wilde nói rằng trong Bức chân dung của Dorian Gray (1891) có ba nhân vật là phản thân của mình:
Basil Hallward là người mà tôi nghĩ là tôi. Ngài Henry là con người mà thế giới nghĩ là tôi. Dorian là người mà tôi muốn trở thành - ở thời đại khác.
Nhân vật tiểu thuyết gồm:
Dorian Gray
Chàng trai trẻ này là nguồn cảm hứng của Basil và người chịu ảnh hưởng sâu sắc tư tưởng hưởng lạc của Henry Wotton.
Basil Hallward
Họa sĩ bức chân dung cho Dorian Gray. Là một người tốt tính nhưng tôn thờ thái quá vẻ đẹp bên ngoài (như cách Basil tôn thờ Dorian). Chân dung của Dorian Gray là kiệt tác của chính Basil.
Lord Henry "Harry" Wotton
Một nhà quý tộc độc đoán, sa đoạ, ưa chuộng chủ nghĩa hưởng lạc. Ban đầu là bạn của Basil nhưng đã bỏ mặc Basil vì sắc đẹp của Dorian. Nhân vật Henry là cách để tác giả phê bình nền văn hoá thời Victoria cuối thế kỷ 19.
Sibyl Vane
Một nữ diễn viên kịch tài năng nhưng nhà nghèo. Tình yêu của cô dành cho Dorian đã khiến cô không còn tha thiết diễn những tình yêu bị luỵ của kịch nữa. Khi Dorian không còn yêu cô nữa, Sibyl tự sát. Về điểm này, Lord Henry đã so sánh cô với nhân vật Ophelia trong Hamlet.
James Vane
Em trai Sibyl và là một thủy thủ rất mực thương yêu chị gái mình. Khi Sibyl chết đi, James cương quyết giết Dorian để trả thù cho chị gái. Hành trình truy đuổi tên tình nhân đã gây nên cái chết cho chị em gái của nhân vật James tương tự như của Laertus truy đuổi hoàng tử Hamlet trong Hamlet.
Alan Campbell
Nhà hoá học có lương tâm, từng là bạn của Dorian. Khi bị Dorian đe doạ, ông buộc phải thủ tiêu xác Basil Hallward nhưng sau đó ông cũng tự bắn chết mình.

## Phát hành
Phiên bản tiểu thuyết của Bức chân dung của Dorian Gray bên cạnh bổ sung những phần bị lược bỏ trên tạp chí, còn có thêm một lời tựa phân trần cho nghệ thuật cuốn sách trước độc giả. Bản thân lời tựa này cũng có giá trị về mặt nội dung, phong cách và cách trình bày. Tháng 4 năm 1891, Ward, Lock and Company xuất bản ấn bản bổ sung của Dorian Gray.

## Các bản dịch tiếng Việt
- Chân dung Dorian Gray, Nguyễn Thơ Sinh dịch, NXB Văn nghệ, 2008. (bản duy nhất dịch từ bản The Picture of Dorian Gray năm 1890, các bản sau dịch từ bản The Picture of Dorian Gray năm 1891).
- Bức chân dung Dorian Grey, Lê Thanh Hương và Nguyễn Như Nguyện dịch, NXB Đà Nẵng, 1990. (Bìa sách ghi "Grey").
- Bức chân dung của Dorian Gray, Bảo Anh lược dịch, NXB Trẻ, 2004.
- Bức họa Dorian Gray, Nguyễn Tuấn Linh dịch, Book Hunter và NXB Hội nhà văn, 2018.
- Bức tranh Dorian Gray, Thiên Lương dịch, Bách Việt và NXB Văn học, 2019.
- Chân dung của Dorian Gray, Nham Hoa dịch, Nhã Nam và NXB Hội nhà văn, 2021.

Ngày 15 tháng 10 năm 2018, Book Hunter phát hành bản dịch của Nguyễn Tuấn Linh: Bức họa Dorian Gray.
Năm 2021, Nhã Nam phát hành bản dịch của Nham Hoa: Chân dung của Dorian Gray .